# 内田次信
内田 次信（うちだ つぐのぶ、1952年3月12日 - ）は、日本の西洋古典学者、大阪大学名誉教授。

## 経歴
愛知県生まれ。1974年京都大学文学部西洋古典学科卒、1979年同大学院文学研究科博士課程満期退学。京都光華女子大学講師、助教授、大阪学院大学教授。2003年「呼びかけるドラマ アリストパネスとギリシア劇」で京都大学より文学博士の学位を取得。2006年大阪大学大学院文学研究科助教授、2007年教授。2020年大阪大学名誉教授。

## 著書
- 『ヘラクレスは繰り返し現われる 夢と不安のギリシア神話』大阪大学出版会 阪大リーブル 2014

翻訳
- エウリーピデース「ヘーラクレース」-『ギリシア悲劇全集 6』岩波書店 1991
- 『ルキアノス選集』国文社 叢書アレクサンドリア図書館 1999
- ピンダロス『祝勝歌集／断片選』京都大学学術出版会(以下略) 西洋古典叢書 2001
- ピロストラトス『英雄が語るトロイア戦争 heroikos』平凡社ライブラリー 2008
- アリストパネース「蛙」-『ギリシア喜劇全集 3』岩波書店 2009
- 「アッティカ喜劇」-『ギリシア喜劇全集 7 群小詩人断片』平田松吾・佐野好則・橋本隆夫共訳 岩波書店 2010
- ディオン・クリュソストモス『トロイア陥落せず 弁論集2』西洋古典叢書 2012
- プルタルコス/ヘラクレイトス『古代ホメロス論集』西洋古典叢書 2013
- ディオン・クリュソストモス『王政論 弁論集1』西洋古典叢書 2015
- ゲルハルト・H・ヴァルトヘル『西洋古代の地震』竹下哲文・上月翔太共訳、京都大学学術出版会 2021.2
- ルキアノス『偽預言者アレクサンドロス』戸高和弘・渡辺浩司共訳、西洋古典叢書 2013 -「全集」全8巻予定
- ルキアノス『遊女たちの対話』西井奨共訳、西洋古典叢書 2021.12
- ルキアノス『ペレグリノスの最期』戸高和弘共訳、西洋古典叢書 2023.10
- ディオン・クリュソストモス『世の評判について 弁論集6』西洋古典叢書 2025.7

## 論文
- 内田次信「文学は何のためにあるか--古代ギリシア・ローマ人の考えから」『光華女子大学研究紀要』第19号、京都光華女子大学、1981年、68-75頁、ISSN 0286178X、NAID 110000426763。
- 内田次信「ピンダロスと彼の頌歌」『西洋古典学研究』第29巻第0号、日本西洋古典学会、1981年、14-28頁、doi:10.20578/jclst.29.0_14、ISSN 0447-9114、NAID 110007381465。
- 内田次信「アリストパネス「平和」のパラバシスについて〔独文〕」『光華女子大学研究紀要』第25号、京都光華女子大学、1987年、81-94頁、ISSN 0286178X、NAID 110000426821。
- 内田次信m「ヘシオドス、カリマコスとウェルギリウス : 創作理念の系譜」『西洋古典論集』第3号、京都大学西洋古典研究会、1987年8月、23-41頁、ISSN 0289-7113、NAID 110004687652。
- 内田次信「アリストパネス『アカルナイの人々』における喜劇の力と悲劇」『西洋古典論集』第8号、京都大学西洋古典研究会、1991年12月、1-41頁、ISSN 0289-7113、NAID 110004687679。
- 内田次信「オデュッセウスとその妻」『西洋古典論集』第11号、京都大学西洋古典研究会、1994年3月、62-80頁、ISSN 0289-7113、NAID 110004687972。
- 内田次信「呼びかけるドラマ--アリストパネスとギリシア劇」『光華女子大学研究紀要』第38号、光華女子大学、2000年12月、183-228頁、ISSN 0286178X、NAID 40004416384。
- 内田次信「生命の燃焼とヘレニストとしての岡先生」『西洋古典論集』別冊、京都大学西洋古典研究会、2001年1月、129-130頁、ISSN 0289-7113、NAID 110004688013。
- 内田次信「エウリピデス『メデイア』における地と天上--新たな狂気の創造」『待兼山論叢』第40号、大阪大学大学院文学研究科、2006年、1-26頁、ISSN 03874818、NAID 110007148060。
- 内田次信「宗教と哲学の妄想を笑う : ルキアノスの諷刺文学とファンタジー（その一）」『文芸学研究』第12号、文芸学研究会、2008年3月、1-29頁、doi:10.18910/50904、ISSN 1346-0641、NAID 120005496790。
- 内田次信「『オデュッセイア』の読まれ方(1)」『大阪大学大学院文学研究科紀要』第52巻、大阪大学大学院文学研究科、2012年3月、151-174頁、doi:10.18910/23278、ISSN 1345-3548、NAID 120004966536。
- 内田次信「ウェルギリウス『農耕詩』第4歌における二箇所のブーゴニア談 : 蜜蜂の奇跡的再生と変身の神話」『神話学研究』第1号、ギリシア・ローマ神話学研究会、2017年5月、2-28頁、doi:10.18910/66574、ISSN 2433-3964、NAID 120006354144。